# Tercera División de Guatemala
Tercera División de Guatemala – czwarty i zarazem najniższy poziom rozgrywek piłkarskich w Gwatemali. 